# Vogn (Hjørring Kommune)
Vogn er en lille bebyggelse i Mosbjerg Sogn i Hjørring Kommune (tidl. Sindal Kommune).

## Navn
Betydningen af byens navn er ikke kendt. Navnet stammer muligvis fra ordet wurn, som betyder fugtig. Navnet var oprindeligt skrevet som Oorn (1355), senere Worn (c. 1400), senere Wogn og til sidst Vogn (først i 1683).